# Wybory do Parlamentu Europejskiego w Holandii w 1994 roku
Wybory do Parlamentu Europejskiego w Holandii w 1994 roku zostały przeprowadzone 9 czerwca 1994. Holendrzy wybrali 31 przedstawicieli do Parlamentu Europejskiego IV kadencji, o 6 więcej niż w 1989. Frekwencja wyborcza wyniosła 35,69%.

## Wyniki wyborów
| Lista wyborcza                               | Głosy     | %     | Mandaty |
| -------------------------------------------- | --------- | ----- | ------- |
| Apel Chrześcijańsko-Demokratyczny            | 1 271 855 | 37,77 | 10      |
| Partia Pracy                                 | 945 869   | 22,88 | 8       |
| Partia Ludowa na rzecz Wolności i Demokracji | 740 443   | 17,91 | 6       |
| Demokraci 66                                 | 481 843   | 11,66 | 4       |
| SGP – GPV – RPF                              | 322 793   | 7,81  | 2       |
| Zielona Lewica                               | 154 547   | 3,74  | 1       |
| De Groenen                                   | 97 206    | 2,35  | –       |
| Partia Socjalistyczna                        | 55 311    | 1,34  | –       |
| Centrum Democraten                           | 43 299    | 1,05  | –       |
| Pozostali                                    | 20 391    | 0,49  | –       |
| Głosy nieważne i puste                       | 13 173    | –     | –       |
| Razem                                        | 4 146 730 |       | 31      |